# Liste von Windkraftanlagen in der Slowakei
Die Liste von Windkraftanlagen in der Slowakei bietet ihnen einen Überblick über die installieren Windkraftanlagen in dem Land Slowakei. Wieder abgebaute Anlagen ohne Repowering am selben Standort sind durchgestrichen, aktuell gibt es in der Slowakei fünf Windkraftanlagen.

## Übersicht
| Name                   | Baujahr | Gesamt- leistung (MW) | Anzahl | Typ (WKA)             | Ort     | Kraje (Region)   | Koordinaten                 | Projektierer/Betreiber    | Bemerkungen                       |
| ---------------------- | ------- | --------------------- | ------ | --------------------- | ------- | ---------------- | --------------------------- | ------------------------- | --------------------------------- |
| Windkraftanlage Myjava | 2004    | 0,5                   | 1      | Vestas V39-500kW (1×) | Myjava  | Trenčiansky kraj | 48° 48′ 10″ N, 17° 30′ 6″ O | Green Energy Slovakia sro |                                   |
| Windpark Cerova        | 2003    | 2,6                   | 4      | Vestas V47-660kW(4×)  | Cerová  | Trnavský kraj    | 48° 34′ 12″ N, 17° 23′ 6″ O | Green Energy Slovakia sro | Einziger Windpark in der Slowakei |
| Windpark Skailté       | 2004    | 2,0                   | 4      | Vestas V39-500kW(4×)  | Skailté | Žilinský kraj    | 49° 29′ 23″ N, 18° 54′ 0″ O |                           | 2008 abgebaut                     |